# Senador Cortes
Senador Cortes is een gemeente in de Braziliaanse deelstaat Minas Gerais. De gemeente telt 2.082 inwoners (schatting 2009).

## Aangrenzende gemeenten
De gemeente grenst aan Além Paraíba, Argirita, Guarará, Mar de Espanha, Maripá de Minas en Santo Antônio do Aventureiro.